# 2008년 상무 피닉스 야구단 시즌
2008년 상무 피닉스 야구단 시즌은 상무 피닉스 야구단이 KBO 퓨처스리그에 참가한 8번째 시즌이다. 김정택 감독이 팀을 이끌었다. 팀은 북부리그 6팀 중 1위에 올라 창단 6번째 우승을 달성했으며, 전체 10팀 중 승률 1위를 기록했다.

## 타이틀
- 베이징 올림픽 대륙별 플레이오프 2위: 손시헌
- 퓨처스 올스타: 이우선, 박병호, 오재일, 임익준
- 북부리그 출루율: 손시헌 (0.436)
- 장타율: 박병호 (0.679)
- OPS: 박병호 (1.093)
- 1루타: 강명구 (84)
- 2루타: 박병호 (27)
- 홈런: 박병호 (24)
- 타점: 박병호 (74)
- 북부리그 완투: 이정민 (2)
- 다승: 오주원 (11)
- 승률: 오주원 (0.846)
- 북부리그 구원승: 장필준 (5)
- 홀드: 김성배 (8)
- 탈삼진: 이정민 (76)

## 선수단
- 투수 : 이정민, 오주원, 김성배, 장필준, 이우선, 이원희, 김수화, 김건한, 이상화, 조태수, 이태경, 박현, 이정동, 박희수
- 야수 : 박병호, 손시헌, 강명구, 정희상, 오재일, 김종호, 임익준, 황선일, 최경철, 장지현, 이정식, 이양기, 유한준, 용덕한, 박정준, 박윤, 박기남

## 여담
- 박치왕 코치는 KBO 퓨처스 올스타전에 김정택 감독 대신 코치로 참가했다. 감독이 아닌 코치가 KBO 퓨처스 올스타전에 참가한 것은 이때가 최초였다.

## 같이 보기
- 2009년 상무 피닉스 야구단 시즌